# Белокаменка (Волгоградская область)
Белокаменка — село в Старополтавском районе Волгоградской области России, в составе Иловатского сельского поселения.
Население — 271 (2010)

## Физико-географическая характеристика
Село расположено в степи, в Низком Заволжье, на восточном берегу Волгоградского водохранилища, на высоте около 40 метров над уровнем моря. Рельеф местности равнинный, в районе берег обрывистый. Почвы каштановые.
Расстояние до села Иловатка составляет 6,9 км, до районного центра села Старая Полтавка 61 км, до областного центра города Волгограда — 260 км, до ближайшего крупного города Саратова — 150 км.
Часовой пояс
Белокаменка, как и вся Волгоградская область, находится в часовой зоне МСК (московское время). Смещение применяемого времени относительно UTC составляет +3:00.

## История
По состоянию на 1890 год село относилось к Новоузенскому уезду Самарской губернии.
С 1922 года село в составе Автономной области немцев Поволжья. С 1924 по 1927 год — в составе Ровенского (Зельманского) кантона АССР немцев Поволжья. Постановлением ВЦИК РСФСР № 124 от 6 декабря 1927 года «Об изменениях в административном делении АССР НП и о присвоении немецким селениям прежних наименований, существовавших до 1914 года» село включено в состав Старо-Полтавского кантона. С 1935 года — в составе Иловатского кантона. В соответствии с Указом Президиума Верховного Совета СССР от 7 сентября 1941 года Иловатский кантон АССР немцев Поволжья был преобразован в Иловатский район и включён в состав Сталинградской области (с 1961 года — Волгоградской)).
В 1950-х в связи со строительством Волжской ГЭС и заполнением Волгоградского водохранилища село переносится на новое место (до переноса село располагалось на берегу одного из волжских ериков примерно в 4 км северо-западнее современного места). В 1963 году в связи с ликвидацией Иловатского района село передано в состав Николаевского района Волгоградской области. В 1964 году — в состав Старополтавского района.

## Население
Динамика численности населения по годам:
| 1889 | 1897 | 1910 | 1926 | 1987 | 2002 |
| ---- | ---- | ---- | ---- | ---- | ---- |
| 1211 | 1297 | 1625 | 1156 | ≈500 | 334  |

| 2010 |
| ---- |
| 271  |